# 변희봉
변희봉(邊希峰, 본명: 변인철(邊仁徹), 1942년 6월 8일~2023년 9월 18일)은 대한민국의 성우 출신 배우이다. 1963년 DBS 동아방송 성우 1기와 1965년 MBC 문화방송 2기 공채 성우로 데뷔했다.

## 생애
본관은 황주이며, 전라남도 장성군 북이면 출신이다. 목포와 광주를 오가며 어린 시절을 보냈다. 조선대학교 법학과를 중퇴하고 1963년 DBS 동아방송 성우 1기로 데뷔했으나 1965년 MBC 성우 공채 2기로 적을 옮겼다. 1960년대 중반 연출가 차범석의 극단 산하에서 연극을 시작하였다. 드라마에는 1970년 MBC TV의 반공드라마 《홍콩 101번지》로 데뷔한 이후로, 개성있는 단역(특히 악역)으로 많이 출연했다. 데뷔 당시에는 본명인 변인철을 그대로 사용했지만 악역으로 굳어진 이미지를 개선하려는 의미에서 1977년 ‘변희봉’이라는 예명을 사용하여 지금에 이르고 있다.
봉준호 감독이 개인적으로 좋아하는 배우로 알려져 있으며, 감독의 영화에 개성있는 조연으로 연달아 출연하며 새롭게 평가되고 있다. 봉준호 감독의 장편 영화 세편에 모두 출연한 진기록을 가지고 있다. 《플란다스의 개》에서는 보신탕을 아주 좋아하는 기괴한 아파트 경비원, 《살인의 추억》에서는 지방 형사반장 등으로 출연했고, 《괴물》에서는 주인공 가족의 할아버지 박희봉 역을 맡았다.
플란다스의 개 촬영 전에는 방송 활동을 거의 하지 못하면서 경제적인 어려움을 겪었고, 이 때문에 연기를 은퇴하고 고향으로 돌아가려고 준비 중이었다고 한다. 이때 봉준호 감독이 《플란다스의 개》에 출연해달라고 부탁을 했는데, 처음에는 아파트 지하실에서 버려진 개를 주워 잡아먹는 아파트 경비원이라는 역할이 마음에 안 들어 일언지하에 거절했다. 그러나 거듭되는 봉준호 감독의 간청과 자신이 출연한 드라마에서 자신의 연기를 그대로 기억하고 있는 봉준호 감독의 정성에 마음이 움직여 출연을 하게 되었다. 《플란다스의 개》 출연을 계기로 그 후 많은 영화에 출연하게 되었다.
《살인의 추억》에서는 시골 형사 반장으로 출연하였다. 영화 초반 시신이 발견된 논두렁 현장 하나 제대로 보존을 못해서 범죄 현장이 아수라장이 된 상황에서 롱테이크로 부하 형사로 출연한 송강호와 함께 주거니 받거니 애드립으로 대사를 하는 장면은 영화에서 명장면 중 하나로 꼽힌다.
2023년 9월 18일, 췌장암으로 81세의 나이로 사망하였다.

## 학력
- 살레시오고등학교(졸업)
- 조선대학교 법학과(중퇴)

## 이력
- 한국성우협회 명예회원

## 출연작

### MBC
- 1970년 MBC 수요연속극 《홍콩 101번지》
- 1971년 MBC 주간드라마 《수사반장》
- 1973년 MBC 주간드라마 《113 수사본부》
- 1976년 MBC 일일연속사극 《거상 임상옥》
- 1978년 MBC 일일연속극 《정부인》
- 1979년 MBC 주간단막극 《사랑의 계절》
- 1979년 MBC 6.25 특집극 《최후의 증인》
- 1979년 MBC 일일연속극 《안국동 아씨》
- 1980년 MBC 주말연속극 《종점》
- 1980년 MBC 농촌드라마 《전원일기》 ... 혜란의 아버지외 각종 단역
- 1981년 MBC 특별기획드라마 《새아씨》
- 1981년 MBC 정치드라마 《제1공화국》 ... 안재홍 역
- 1982년 MBC 주간드라마 《시장사람들》
- 1983년 MBC 월화드라마 《무역왕 최봉준》
- 1983년 MBC 수목드라마 《겨울 해바라기》
- 1983년 MBC 대하드라마 《조선왕조 오백년 - 추동궁 마마》 ... 남은 역
- 1983년 MBC 반공드라마 《3840 유격대》
- 1984년 MBC 대하드라마 《조선왕조 오백년 - 설중매》 ... 유자광 역
- 1984년 MBC 3.1절 특집극《조선총독부》 ... 이완용 역
- 1984년 MBC 한국인 재발견 시리즈 제5화 《추사 김정희》
- 1985년 MBC 대하드라마 《풍란》 ... 유자광 역
- 1985년 MBC 경로효친 드라마 《백발의 청춘》
- 1985년 MBC 주말연속극 《남자의 계절》 ... 김중한 역
- 1986년 MBC 대하드라마 《조선왕조 오백년 - 회천문》 ... 최명길 역
- 1986년 MBC 대하드라마 《조선왕조 오백년 - 남한산성》 ... 최명길 역
- 1987년 MBC 월화미니시리즈 《아름다운 밀회》 ... 장 사장 역
- 1988년 MBC 주말연속극 《세 여인》
- 1988년 MBC 특별기획드라마 《조선왕조 오백년 - 한중록》 ... 박문수 역
- 1988년 MBC 월화미니시리즈 《우리 읍내》 ... 남대천 역
- 1989년 MBC 정치드라마 《제2공화국》 ... 현석호 역
- 1989년 MBC 월화미니시리즈 《제5열》 ... 조금산 역
- 1989년 MBC 주말연속극 《유산》 ... 황 변호사 역
- 1990년 MBC 대하드라마 《대원군》 ... 홍순목 역
- 1990년 MBC 8.15 특집드라마 《반민특위》 ... 최운하 역
- 1991년 MBC 특별기획드라마 《여명의 눈동자》 ... 박춘금 역
- 1993년 MBC 월화미니시리즈 《걸어서 하늘까지》 ... 연수 조부 역
- 1993년 MBC 특별기획드라마 《제3공화국》 ... 현석호 역
- 1993년 MBC 단막극 《MBC 베스트극장 - 순달씨와 병구씨와 옥주양》 ... 병구 부 역
- 1996년 MBC 금요 가족극장 《간이역》 ... 이금중 역
- 1997년 MBC 일일연속극 《욕망》 ... 윤석 부 역
- 1998년 MBC 주말연속극 《사랑과 성공》
- 1998년 MBC 수목드라마 《대왕의 길》 ... 이종성 역
- 1999년 MBC 창사38주년 특별기획드라마 《허준》 ... 성인철 역
- 2000년 MBC 수목미니시리즈 《비밀》
- 2000년 MBC 일일연속극 《온달 왕자들》 ... 여재만 역
- 2000년 MBC 단막극 《MBC 베스트극장 - 송이야 놀자》 ... 성수(주태 아버지) 역
- 2002년 MBC 월요시트콤 《연인들》 ... 공형진 부, 공희봉 역(카메오)
- 2003년 MBC 일요로맨스극장 《1%의 어떤것》 ... 이규철 역
- 2003년 MBC 월화미니시리즈 《조선 여형사 다모》 ... 형조 판서 역
- 2004년 MBC 설날특집극 《굿모닝, 공자》 ... 고독한 역
- 2004년 MBC 추석특집극 《아버지의 바다》
- 2006년 MBC 월화미니시리즈 《늑대》 ... 윤갑수 의원 역
- 2007년 MBC 특별기획 주말드라마 《하얀거탑》 ... 오경환 역
- 2013년 MBC 일일연속극 《오로라 공주》 ... 오대산 역
- 2013년 MBC 대하드라마 《불의 여신 정이》 ... 문사승 역
- 2014년 MBC 단막극 《드라마 페스티벌 - 내 인생의 혹》 ... 판식 역
- 2016년 MBC 주말드라마 《불어라 미풍아》 ... 김덕천 역

### KBS
- 1990년 KBS2 수목드라마 《머슴아와 가이내》
- 1991년 KBS2 월화드라마 《3일의 약속》
- 1991년 KBS2 수목드라마 《우리는 중산층》 ... 박 영감 역
- 1993년 KBS2 92년특집드라마 공모당선작 《시인을 위하여》
- 1993년 KBS1 추석특집극 《달빛 고향》
- 1993년 KBS2 주말연속극 《청춘극장》
- 1994년 KBS2 수목드라마 《사라비아 공화국》
- 1994년 KBS2 일일연속극 《한쪽 눈을 감아요》
- 1995년 KBS2 설날특집극 《인연이란》 ... 변 장군 역
- 1995년 KBS1 대하드라마 《찬란한 여명》 ... 흥선대원군 역
- 1997년 KBS2 월화드라마 《질주》
- 1998년 KBS2 건국50주년 특별기획드라마 주말연속극 《야망의 전설》
- 1999년 KBS1 대하드라마 《왕과 비》 ... 이극돈 역
- 2000년 KBS2 특별기획드라마 《소설 목민심서》 ... 서용보 역
- 2002년 KBS1 대하드라마 《제국의 아침》 ... 김긍률 역
- 2004년 KBS2 수목드라마 《두번째 프러포즈》
- 2005년 KBS2 단막극 《드라마시티 - 계룡산 부용이》 ... 재갈룡 역
- 2006년 KBS2 수목드라마 《위대한 유산》 ... 정일도 역
- 2009년 KBS2 주말연속극 《솔약국집 아들들》 ... 송시열 역
- 2010년 KBS2 월화드라마 《공부의 신》 ... 특별반 수학 선생님 차기봉 역
- 2010년 KBS2 수목드라마 《프레지던트》 ... 고상렬 역
- 2011년 KBS2 수목드라마 《영광의 재인》 ... 황 노인 역
- 2012년 KBS2 월화드라마 《울랄라 부부》 ... 월하노인 역
- 2015년 KBS1 일일연속극 《가족을 지켜라》 ... 정수봉 역
- 2019년 KBS2 월화드라마 《동네변호사 조들호 2: 죄와 벌》 ... 국현일 역

### SBS
- 1992년 SBS 단막극    《여성극장》
- 1992년 SBS 일요드라마  《유심초》
- 1992년 SBS 특집드라마  《마록열전》
- 1993년 SBS 《사랑이라 부른 것》
- 1993년 SBS 수목드라마  《한강 뻐꾸기》
- 1994년 SBS 《박봉숙 변호사》
- 1995년 SBS 드라마 스페셜 《서울 야상곡》
- 1995년 SBS 드라마 스페셜 《아스팔트 사나이》
- 1997년 SBS 월화드라마 《여자》
- 2004년 SBS 월화드라마 《2004 인간시장》 ... 오종두 역
- 2004년 SBS 아침연속극 《선택》
- 2005년 SBS 특별기획 《그린 로즈》 ... 감사 역
- 2005년 SBS 드라마 스페셜 《마이걸》 ... 설웅 역
- 2007년 SBS 드라마 스페셜 《마녀유희》 ... 마 회장 역
- 2010년 SBS 드라마 스페셜 《내 여자친구는 구미호》 ... 차풍 역
- 2014년 SBS 드라마 스페셜 《피노키오》 ... 최공필 역

### 타사
- 2016년 JTBC 금토드라마 《마담 앙트완》 ... 김문곤 역
- 2014년 tvN 금요드라마 《꽃할배 수사대》 ... 한원빈 역
- 2019년 OCN 주말드라마 《트랩》 ... 김신우 역

### 영화
- 1980년 《팔불출》
- 1983년 《0시의 호텔》
- 1985년 《색깔있는 남자》
- 1986년 《내시》 ... (특별출연)
- 1988년 《여자 세상》 ... 박 교수 역
- 1988년 《업》
- 1988년 《우리는 지금 제네바로 간다》
- 1993년 《씨내리》
- 2000년 《플란다스의 개》 ... 변 경비 역
- 2001년 《화산고》 ... 교감선생 장학사 역
- 2003년 《국화꽃 향기》 ... 헌책방 주인 역
- 2003년 《선생 김봉두》 ... 최 노인 역
- 2003년 《불어라 봄바람》 ... 노 작가 역
- 2003년 《살인의 추억》 ... 구 반장 역
- 2004년 《안녕! 유에프오》 ... 복덕방 노인 역
- 2004년 《시실리 2km》 ... 변 노인 역
- 2004년 《여선생 VS 여제자》 ... 교장 선생님 역
- 2004년 《공공의 적 2》 ... 안효준 역
- 2005년 《주먹이 운다》 ... 박 사범 역
- 2006년 《공필두》 ... 필두 부 역(특별출연)
- 2006년 《괴물》 ... 박희봉 역 (첫 천만영화)
- 2006년 《잘 살아보세》 ... 강씨 역
- 2007년 《이장과 군수》 ... 백 사장 역
- 2008년 《더 게임》 ... 강노식 역
- 2009년 《킹콩을 들다》 ... 교육감 역(우정출연)
- 2009년 《펜트하우스 코끼리》 ... 동물원 관계자 역(특별출연)
- 2010년 《초능력자》 ... 정식 역(특별출연)
- 2011년 《적과의 동침》 ... 구장어른 역
- 2012년 《나는 왕이로소이다》 ... 신익 역
- 2012년 《간첩》 ... 윤 고문 역
- 2013년 《미스터 고》 ... 웨이웨이의 할아버지 역(특별출연)
- 2017년 《옥자》 ... 주희봉 역
- 2019년 《양자물리학》 ... 백 영감 역

### 광고
- 1983년 보령제약 겔포스("MBC 드라마 - 수사반장" 팀으로 출연)
- 1986년 현대자동차 포니엑셀, 프레스토(Feat. 전운)
- 1986년 해태제과 해태 효사탕
- 1986년~1992년 광동제약(광동탕, 생록수, 진광탕.)
- 2002년 롯데제과 와일드바디(전혜진, 허인범과 함께 출연)
- 2007년 롯데제과 쌀로별
- 2007년 아주캐피탈 내게론
- 2008년 팔도 왕뚜껑(김한국과 함께 출연)
- 2013년 위메프(with. 이서진, 이승기)
- 2020년 엔픽플 '할아버지 감독'편

## 수상 경력
- 1982년 MBC 방송연기상 조연상
- 1985년 한국일보 인기상
- 1985년 제21회 백상예술대상 TV부문 인기상
- 1986년 중앙일보 우리들의 스타상
- 2004년 KBS 연기대상 특집단막극상
- 2006년 제51회 아시아 태평양 영화제 남우조연상
- 2006년 제9회 디렉터스 컷 시상식 올해의 연기자상 《괴물》
- 2006년 제27회 청룡영화상 남우조연상
- 2007년 제4회 맥스무비 최고의 영화상 최고의 남자조연배우상 《괴물》
- 2014년 MBC 연기대상 단막극연기상
- 2023년 서울콘 에이판 스타 어워즈 공로상